# Klaus Neiiendam
Klaus Neiiendam (født 21. juni 1938 i Hellerup, død 16. august 2010) var en dansk ph.d. og teaterhistoriker.
Klaus Neiiendam, der var barnebarn af skuespillerne Sigrid Neiiendam og Robert Neiiendam, blev student fra Østre Borgerdydskole i 1957, tog filosofikum i 1958 og blev mag.art. i teatrets æstetik og historie fra Københavns Universitet i 1966.
Fra 1957 til 1983 var han ansat ved Teaterhistorisk Museum på Christiansborg, som hans farfar i sin tid grundlagde. Derudover var han 1961-1964 museumsassistent på Nationalmuseet og underviste i tre år i teaterhistorie på Privatteatrenes Teaterskole og Statens Teaterskole.
Fra 1966 fungerede han som undervisningsassistent og siden amanuensis ved Det Teatervidenskabelige Institut ved Københavns Universitet. Her blev han i 1975 lektor og i 1984 ph.d. på en afhandling om skuespillerinden Caroline Walter. Han enagerede sig også i universitetets øvrige liv og havde sæde i flere af dets styrende organer, eksempelvis faktultetsrådet på Humaniora fra 1977 til 1986. Han var lektor frem til 2005.
Klaus Neiiendam var forfatter til en lang række værker indenfor dansk og europæisk teaterhistorie, heriblandt Middelalderteatret i Danmark fra 1986, The Art of Acting in Antiquity fra 1992 og Perspektivscenens oprindelse fra 2003.
Han var desuden formand for Guldalderinstituttet fra 1999 og sad i bestyrelsen for Selskabet for Dansk Teaterhistorie. I 1970 modtog han Carl Jacobsens Museumsmandslegat.
Klaus Neiiendam er begravet på Vestre Kirkegård i København.